# Emil Frederiksen
Emil Frederiksen (Viborg, 5 september 2000) is een Deens voetballer die als middenvelder voor SønderjyskE speelt. Hij is de zoon van Sören Frederiksen, oud-speler van Viborg FF, Silkeborg IF, Aalborg BK en het Deens voetbalelftal.

## Carrière
Emil Frederiksen speelde in de jeugd van Viborg FF en sc Heerenveen, waar hij in december 2016 een contract tot medio 2019 tekende. In 2018 werd dit contract tot 2022 verlengd. Sinds 2018 maakt Frederiksen deel uit van de eerste selectie van Heerenveen, maar kwam nog niet tot een debuut. In de tweede seizoenshelft van het seizoen 2019/20 wordt hij aan SønderjyskE verhuurd, waar hij in het betaald voetbal debuteerde. Dit was op 23 februari 2020, in de met 2-1 verloren uitwedstrijd tegen FC Nordsjælland. Bij zijn basisdebuut, in de met 1-2 gewonnen bekerwedstrijd tegen Randers FC, maakte hij het winnende doelpunt. Met SønderjyskE won hij de Deense beker. In de zomer van 2020 maakte hij definitief de overstap naar SønderjyskE. In 2022 degradeerde hij uit de Superligaen. In het seizoen erna werd hij met 16 doelpunten topscorer van de 1. division. Hierna maakte hij de overstap naar het Noorse Rosenborg BK.

## Clubstatistieken
| Seizoen        | Club           | Land           | Competitie     | Competitie | Competitie | Beker | Beker | Internationaal | Internationaal | Totaal | Totaal |
| Seizoen        | Club           | Land           | Competitie     | Wed.       | Dlp.       | Wed.  | Dlp.  | Wed.           | Dlp.           | Wed.   | Dlp.   |
| -------------- | -------------- | -------------- | -------------- | ---------- | ---------- | ----- | ----- | -------------- | -------------- | ------ | ------ |
| 2018/19        | sc Heerenveen  | Nederland      | Eredivisie     | 0          | 0          | 0     | 0     | -              | -              | 0      | 0      |
| 2019/20        | sc Heerenveen  | Nederland      | Eredivisie     | 0          | 0          | 0     | 0     | -              | -              | 0      | 0      |
| 2019/20        | → SønderjyskE  | Denemarken     | Superligaen    | 11         | 0          | 3     | 1     | -              | -              | 14     | 1      |
| 2020/21        | SønderjyskE    | Denemarken     | Superligaen    | 25         | 1          | 7     | 1     | 1              | 0              | 33     | 2      |
| 2021/22        | SønderjyskE    | Denemarken     | Superligaen    | 22         | 3          | 7     | 0     | -              | -              | 29     | 3      |
| 2022/23        | SønderjyskE    | Denemarken     | 1. division    | 29         | 16         | 5     | 1     | -              | -              | 34     | 17     |
| 2023           | Rosenborg BK   | Noorwegen      | Eliteserien    | 12         | 2          | 0     | 0     | 2              | 1              | 14     | 3      |
| 2024           | Rosenborg BK   | Noorwegen      | Eliteserien    | 2          | 1          | 0     | 0     | -              | -              | 2      | 1      |
| Carrièretotaal | Carrièretotaal | Carrièretotaal | Carrièretotaal | 101        | 23         | 22    | 3     | 3              | 1              | 126    | 27     |

Bijgewerkt t/m 8 april 2024

## Erelijst
Deense voetbalbeker: 2019/2020
Topscorer 1. division: 2022/23